# Овер, Александр Иванович
Александр Иванович Овер (1804—1864/1865) — врач, заслуженный профессор терапевтической клиники и директор терапевтического отделения факультетской клиники Московского университета, инспектор Московских больниц гражданского ведомства, тайный советник.

## Биография
Родился в семье французского эмигранта, доктора права и королевского адвоката при парламенте в Нанси, который за свои политические убеждения был вынужден искать убежище в России, где и умер в 1809 году.
Первоначальное образование А. И. Овер получил дома, затем учился в Московской практической коммерческой академии и в гимназии. В возрасте 15 лет поступил вольнослушателем в Московское отделение Петербургской медико-хирургической академии, но через год, по совету профессора Х. И. Лодера, перевёлся в Московский университет. В университете за студенческую работу Historia animalium aspandyloideorum физико-математический факультет наградил его золотой медалью. В 1823 году он окончил курс, всё-таки — в Медико-хирургической академии. В  октябре 1823 года Овер на два года отправился за границу, где слушал лекции профессоров медицинской школы в Страсбурге. 
В 1825 году, вернувшись в Москву, Овер защитил в медико-хирургической академии диссертацию на степень доктора медицины о трахеотомии: De incisione ductus aërei, после чего снова отправился за границу, на этот раз в Париж, где два года занимался у известных профессоров хирургией, терапией и патологической анатомией. Потом Овер побывал в Лондоне, Монпелье, Италии, Германии, вторично в Страсбурге, и в мае 1829 года возвратился в Москву, которую избрал постоянным местом своей медицинской деятельности. Здесь на первых порах ему пришлось пережить немало огорчений и разочарований. В 1830 году, во время эпидемии холеры, он был назначен старшим врачом Басманной временной холерной больницы. В том же году по ходатайству Ф. Рихтера начались его практические занятия в хирургическом отделении Екатерининской больницы под руководством её главного врача И. И. Поля. 
В 1832—1833 академическом году Овер исправлял должность помощника профессора хирургической клиники Московского университета — А. А. Альфонского и, по его поручению читал курс оперативной хирургии. В 1833 году А. И. Овер поступил старшим врачом на службу в Первую градскую больницу, главным врачом которой был Эвениус. В этой больнице Овер впервые в Москве произвёл операции: перевязку подключичной артерии, перевязку сонной артерии, полную и частичную резекцию верхней и нижней челюсти, отсечение маточной шейки. За время службы в городской больнице Овер составил коллекцию анатомо-патологических препаратов и атлас картин наиболее интересных случаев в больнице, причем коллекция не уступала лучшим иностранным аналогам. В 1838 году он представил Московской медико-хирургической академий отчёт о 150 важнейших своих операциях с объяснительными рисунками, а также статью, представлявшую описание 5 полных удалений верхней челюсти, за что был удостоен в декабре того же года степени доктора медицины и хирургии. Однако в дальнейшем он работал не хирургом, а терапевтом.
В 1839 году А. И. Овер был утверждён ординарным профессором терапевтической клиники при Московской медико-хирургической академий. В 1842 году Овер перешёл в московский университет и занял кафедру профессора Бунге, некогда — его любимого учителя М. Я. Мудрова. Одновременно он стал директором терапевтической клиники университета. 
Осенью 1846 года Оверу выпала честь открытия терапевтической клиники на Рождественке, которая стала называться Факультетская терапевтическая клиника Московского университета. В этом же году Овер был назначен медицинским инспектором московских учреждений ведомства Императрицы Марии.
В холерную эпидемию 1847—1848 гг. А. И. Овер был главным врачом временной Сретенской больницы (в Каретном ряду) и, как профессор терапевтической клиники, заведовал её холерным отделением; был также главным врачом временной больницы на Плющихе. 
В 1850 году Овер был назначен инспектором Московских больниц гражданского ведомства, и в этой должности в третий раз ему пришлось бороться с холерной эпидемией — в 1853 году. Проанализировав свои наблюдения, он твёрдо убедился в том, что холера заразительна, и настойчиво отстаивал своё мнение против многочисленных возражений оппонентов. 

В 1849 году он получил звание гоф-медика, а в 1850 — звание члена медицинского совета; в 1851 году был произведён в действительные статские советники, а в 1853 году награждён орденом Св. Станислава 1-й степени. 
Как медицинский инспектор, Овер ясно сознавал необходимость соединить все московские больницы гражданского ведомства под одним управлением, организовать центральное справочное бюро. Имя Овера было весьма популярным в Москве. Впрочем, в воспоминаниях бывших слушателей А. И. Овера встречаются и сетования на него, за то, что он, будучи обременён громадной практикой, уделял слишком мало внимания и времени студентам, будучи замечательным и как лектор.
А. И. Овер член ряда научных обществ: Физико-медицинского при Московском университете (1825), Королевского французского общества наук и художеств в Страсбурге (1825), Королевского Баварского ботанического общества (1825), Московского общества испытателей природы (1833).
Женат с 24 октября 1858 года на фрейлине Анне Сергеевне Цуриковой. Похоронен на Введенском кладбище.
В 1847 году в Москве был издан первый том главного научного труда А. И. Овера на латинском языке — паталого-анатомический атлас под заглавием: «Selecta praxis medico-chirurgicale quam Mosquae exercet Alexander Auver» (4-й последний том издан в 1852 году). Этот труд был удостоен лестных отзывов медицинской критики за границей и награждён по заслугам как нашим, так и очень многими иностранными монархами и учеными обществами: Николай I наградил Овера бриллиантовым перстнем. 
Награждён орденами Св. Анны 2-й степени с короной, Св. Станислава 1-й степени, французским орденом Почётного легиона (за медицинскую помощь французским подданным в Москве), многими другими иностранными наградами.